# Офіцер і джентльмен
«Офіце́р і джентльме́н» (англ. «An Officer and a Gentleman») — американська мелодрама режисера Тейлора Хекфорда. Картина визнана однією зі 100 найкращих американських фільмів про кохання за 100 років за версією AFI

## Сюжет
Зак Мейо вступає у військове училище, що готує пілотів морської авіації. Але навіть у страшних снах йому не могло наснитися, через яке пекло доведеться пройти, коли за нього візьметься жорстокий інструктор Фоулі. Після трьох місяців нестерпної муштри Зак цілком відчув, що таке армійська дисципліна і незважаючи на всі попередження про підступність місцевих дівчат, нібито тільки й мріють, як би дістати собі в чоловіки льотчика, Зак закохується в одну з них. Але, незважаючи на всі перешкоди, герой фільму все ж стане чудовим офіцером і знайде справжнє кохання.

## У ролях
- Річард Гір — Зак Мейо
- Дебра Вінгер — Паула Покріфкі
- Девід Кіт — Сід Ворлі
- Роберт Лоджа — Байрон Мейо
- Ліза Блаунт — Лінетт Помероу
- Ліза Айлбакер — Кейсі Сігер
- Луїс Госсет мол. — сержант Еміль Фолі
- Тоні Плана — Еміліано Делла Серра
- Гарольд Сільвестр — Перріман
- Девід Карузо — Топпер Деніелс

## Цікаві факти
- Джон Траволта за порадою свого агента відмовився від запропонованої йому головної ролі в картині.
- Колишній інструктор морської піхоти, що став пізніше актором, Р. Лі Ермі займався підготовкою Луїса Госсета молодшого для його ролі сержанта Фоулі.
- Сцени в мотелі були зняті в мотелі Tides в містечку Порт-Таунсенд, штат Вашингтон. Кімната, в якій проходили зйомки, відзначена спеціальною дерев'яною табличкою на дверях, що розповідає про цю знаменну подію.
- Актор Джон Денвер відхилив запропоновану йому роль, пославшись на те, що прочитаний ним сценарій виглядав як картина 50-х років.
- Актриса Лайза Ейлбехер після зйомок сказала, що для неї найскладнішим моментом було виглядати незграбно і прикидатися, що вона не в формі під час подолання смуги перешкод.
- В оригінальному сценарії роль батька Зака, якого зіграв Роберт Лоджа, займала набагато більше місця за рахунок того, що він приїжджав до сина під час тренувань.
- Продюсер Дон Сімпсон наполегливо, але безуспішно вимагав, щоб балада «Up Where We Belong» була прибрана з фільму, стверджуючи, що ця пісня невдала і вона ніколи не стане хітом. Попри все це вона піднялася на першу сходинку чарту Billboard і завоювала нагороду Кіноакадемії за найкращу пісню року. Дон Сімпсон хотів бачити замість цієї пісні іншу під назвою «On The Wings Of Love» Джеффрі Осборна, яка була випущена кількома місяцями пізніше і дісталася тільки до 29-ї сходинки музичного чарту.
- Пісня, яка грає коли Пола і Зак розмовляють біля музичного автомата, це «Tunnel of Love» відомої групи Dire Straits.